# Włosty (powiat gołdapski)
Włosty (niem. Flösten) – wieś w Polsce położona w województwie warmińsko-mazurskim, w powiecie gołdapskim, w gminie Gołdap.
W latach 1975–1998 miejscowość należała administracyjnie do województwa suwalskiego.
Podczas akcji germanizacyjnej nazw miejscowych i fizjograficznych (tzw. chrzty hitlerowskie) utrwalona historycznie nazwa niemiecka Flösten została w 1938 r. zastąpiona przez administrację nazistowską sztuczną formą Bornberg. 